# アリ・ヴィエイラ・リマ・ジュニオール
アリ・ヴィエイラ・リマ・ジュニオール（Ari Vieira Lima Junior, 1980年7月9日 - ）は、ブラジル出身のサッカー指導者。

## 来歴
アメリカ・ミネイロでは分析担当として試合分析の他、選手獲得のための移籍マーケット調査等も行っていた。
2016年、ミルトン・メンデスが監督を務める日本の柏レイソルのテクニカルスタッフに就任した。

## 指導歴
- アメリカ・ミネイロ 分析担当
- 2016[4] -2017年[5]  柏レイソル テクニカル